# Record Interior RJ
Record Interior RJ é uma emissora de televisão brasileira sediada em Campos dos Goytacazes, cidade do estado do Rio de Janeiro. Opera no canal 12 (38 UHF digital) e é uma emissora própria da Record.

## História
A emissora foi fundada em 16 de julho de 1981 com o nome de TV Norte Fluminense, pelo deputado federal Alair Ferreira. Durante quase 15 anos, foi afiliada da Rede Globo.

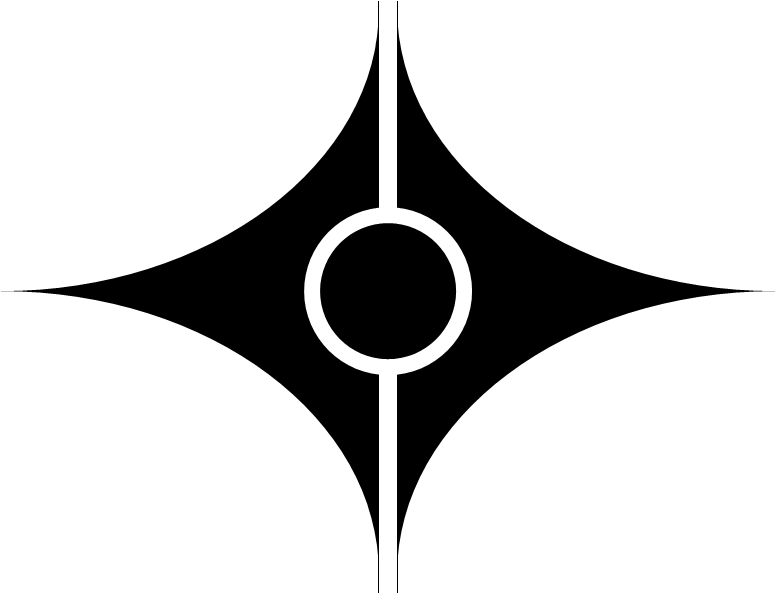
Logomarca usada entre 1981 e 1997, quando se chamava TV Norte Fluminense. Ela foi criada pelo artista plástico Paulo Jorge.

A partir de 1º de outubro de 1995, a TV Norte Fluminense tornou-se afiliada à Rede Bandeirantes e o sinal da TV Globo passou a ser gerado para Campos dos Goytacazes e região pela TV Alto Litoral, sediada em São Pedro da Aldeia.
Em 2 de dezembro de 2023, a Record Interior RJ passou a transmitir o sinal dela por satélite pelo sistema SAT HD Regional.
Em 13 de janeiro de 2025, a Record Interior RJ foi retirada do sistema SAT HD Regional.